# Distretto di Cabanaconde
Il distretto di Cabanaconde è uno dei venti distretti della provincia di Caylloma, in Perù. Si trova nella regione di Arequipa e si estende su una superficie di 460,55 chilometri quadrati.

Ha per capitale la città di Cabanaconde e contava 2.920 abitanti al censimento 2005.